# Луций Эмилий Юнк (консул-суффект 179 года)
Луций Эмилий Юнк (лат. Lucius Aemilius Iuncus) — римский государственный деятель второй половины II века.
Его отцом или дедом, по всей видимости, был консул-суффект 127 года Луций Эмилий Юнк. В 179 году Юнк занимал должность консула-суффекта. В следующем году он, как предполагается, был отправлен в ссылку по приказу императора Коммода. Вернулся он только после убийства Коммода в 192 году и в 193/194 году находился на поту проконсула провинции Азия.